# Петьялка
Петья́лка (местное название Пётка, тат. Питиал, мар. Пӧт) — река в России, протекает в Марий Эл и Татарстане. Устье реки находится в 68 км от устья Илети по левому берегу. Длина реки составляет 58 км, площадь водосборного бассейна — 483 км². Нижняя часть течения реки проходит по национальному парку Марий Чодра.

## Притоки
(указано расстояние от устья)
- 16 км: река Люйка (лв)
- 18 км: река без названия, у с. Ярамора (пр)
- 24 км: река без названия, у с. Петьял (пр)
- 25 км: река без названия, у с. Малой Сосновки (лв)
- 30 км: река без названия, у с. Никольского (лв)
- 38 км: река без названия, у с. Большие Кургузи (пр)
- 45 км: река без названия, у с. Юртыш (пр)

## Данные водного реестра
По данным государственного водного реестра России относится к Верхневолжскому бассейновому округу, водохозяйственный участок реки — Волга от Чебоксарского гидроузла до города Казань, без рек Свияга и Цивиль, речной подбассейн реки — Волга от впадения Оки до Куйбышевского водохранилища (без бассейна Суры). Речной бассейн реки — (Верхняя) Волга до Куйбышевского водохранилища (без бассейна Оки).
Код объекта в государственном водном реестре — 08010400712112100001791.